# ダブルブッキング (お笑いコンビ)
ダブルブッキングは、100companyに所属する日本のお笑いコンビ。1998年（平成10年）結成。同年9月、ホリプロほりおこしライヴでデビュー。2003年1月、旧M2カンパニーを前身とする子会社・ホリプロコムの発足により同社に移籍。2023年に退所後、100companyに所属。

## メンバー

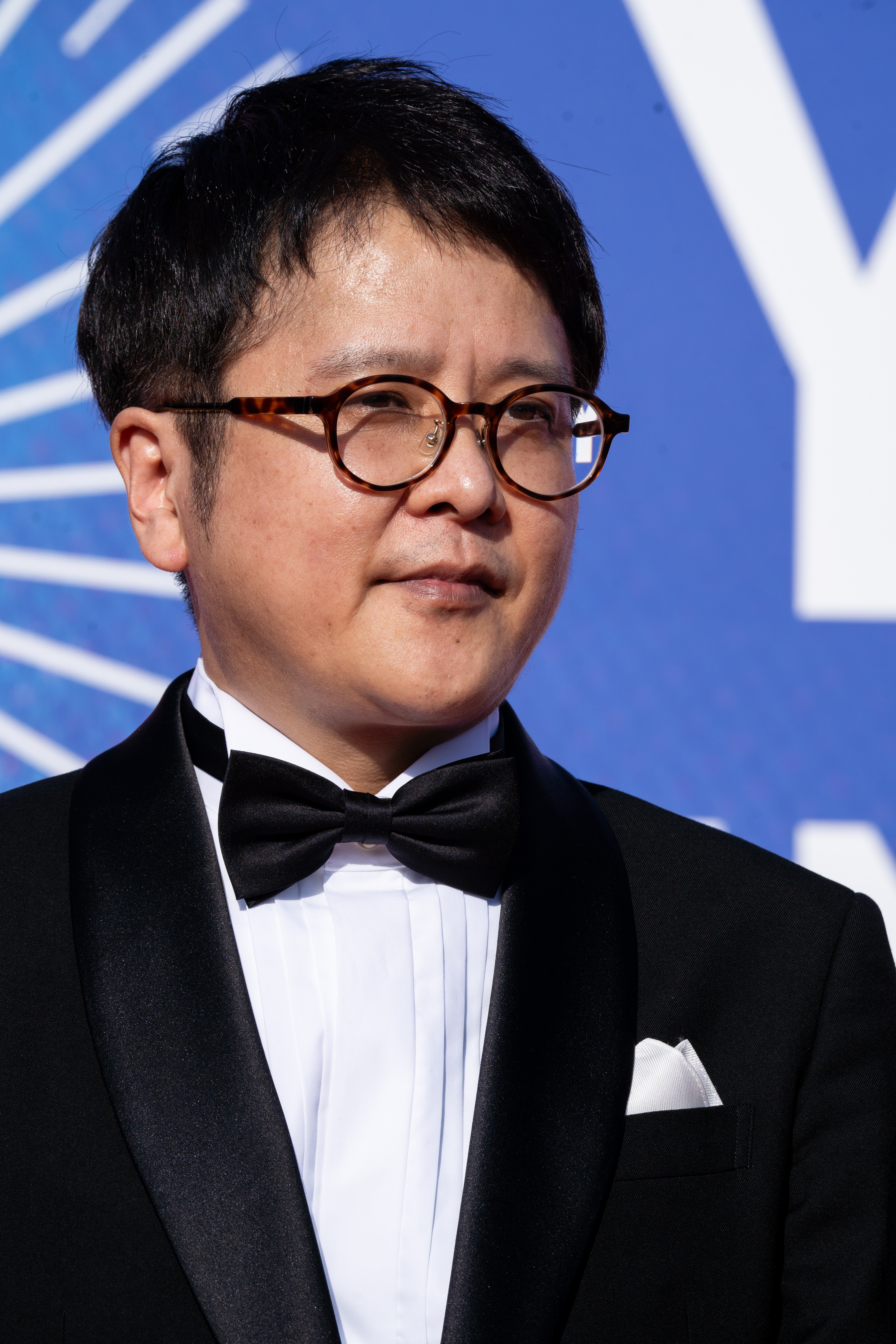
川元文太 (2024年)

川元 文太（かわもと ぶんた、1974年12月24日（50歳） - ）
- ボケ（ネタによってツッコミ）・ネタ作り担当、立ち位置は向かって左。
- 鹿児島県出水市出身、鹿児島県立出水工業高等学校卒業。
- 身長170cm、体重60kg（デビュー当時は51kg）。血液型O型。
- 愛称は「もっさん」。
- M-1グランプリ2021では上田雅幸（元ツートンカラー）とのユニット「タテジマフクロウ」として出場し、3回戦進出[2]。
- 初脚本・監督を務める短編映画『裏表紙』を製作[3]。海外33カ国で135の賞を受け、「日本で最も多く海外の映画賞を受賞した短編映画」に認定された[4]。

黒田 俊幸（くろだ としゆき、1975年9月14日（49歳） - ）
- ツッコミ（ネタによってボケ）担当、立ち位置は向かって右。川元の作ったネタの構成部分を調整している。単独ライブなどでは黒田がネタを作ったショートコントが披露される。
- 茨城県つくば市出身。茨城県立並木高等学校卒業。国士舘大学卒、同大学院工学研究科中退。
- 身長175cm、体重62kg（デビュー当時は173cm、53kg）。血液型A型。
- コント内では川元のボケに対して戸惑い翻弄される傾向が強かったが、近年は声を荒げキレたツッコミをすることも多い。
- 白縁の眼鏡と派手な服装が特徴的。デビュー当時は眼鏡を着用していなかったが、2000年頃に白縁眼鏡をかけ始めた。最近は漫才中で初心に戻り眼鏡をかけてないこともある。

## ネタ
- 主にコントで、単独ライブは中編コントとショートコントで構成される。漫才を披露するM-1グランプリには一度も出場経験がない。
- 川元の発想による、シュールなボケかつブラックな内容が持ち味。

本題とは違うところが気になっちゃう話
2008年（平成20年）頃から『爆笑レッドカーペット』（フジテレビ）などで披露しているネタ。
- 川元演じる上司が黒田演じる部下に自慢話をするが、川元は自分が「犬に乗っていた」「元ジュノンボーイ」「ガチャピンの中身」「稲本潤一の親戚」などと本題よりも内容が気になる話をする。
- その後、黒田が川元に自慢話をするが、川元は話の本筋とはずれた所を気にする。

## 逸話
- アルバイト先のカラオケ店で出会う。性格の相違から半年間互いに一切関わらなかったが、ある時に2人きりでシフトに入ったことをきっかけに意気投合し、コンビ結成。
- コンビ名はカラオケの歌本を適当に開けたところに載っていた、郷ひろみの曲名から取られた。
- コンビ結成から20年以上経っているが黒田にとって川元は年上、川元にとって黒田はアルバイトの先輩だったという関係から、現在も会話する時には敬語を使っている。
- 2011年1月、永沢たかし（磁石）が結成した芸歴10年前後の吹きだまり芸人によるユニット「FKD48」に加入。川元がネガティブ担当→ネガティブ（サイコ）担当で担当カラーはオフホワイト、黒田がダンス担当で担当カラーは黄緑色となっている。

## 賞レース
- 2008年 キングオブコント 2回戦進出
- 2009年 キングオブコント 2回戦進出
- 2010年 キングオブコント 3回戦進出
- 2011年 キングオブコント 2回戦進出
- 2012年 キングオブコント 準決勝進出
- 2013年 キングオブコント 準決勝進出
- 2014年 キングオブコント 2回戦進出
- 2015年 キングオブコント 準決勝進出
- 2016年 キングオブコント 準決勝進出
- 2017年 キングオブコント 準決勝進出
- 2018年 キングオブコント 2回戦進出
- 2019年 キングオブコント 準々決勝進出

## 単独ライブ
- 2004年（平成16年）7月17日 ： 初単独ライブ「ソプラノ」（東京・渋谷シアターD）
- 2005年（平成17年）
  - 3月3日 ： 隔月単独ライブ「ダブルブッキングびより～春～」（東京・渋谷シアターD）
  - 5月29日 ： 隔月単独ライブ「ダブルブッキングびより～湿気～」（東京・渋谷シアターD）
  - 7月27日 ： 隔月単独ライブ「ダブルブッキングびより～虫籠～」（東京・原宿アストロホール）
  - 10月17日 ： 企画ライブ「補助輪」（東京・原宿アストロホール）
- 2007年（平成19年）1月21日 ： 単独ライブ「ダブルブッキングのキャラメルマキアート」（東京・銀座小劇場）
- 2011年（平成23年）6月11日 - 12日 ： 単独ライブ「YELL」（東京・新宿シアターブラッツ）
- 2015年（平成27年）
  - 5月2日 ： 単独ライブ「温野菜」（東京・ユーロライブ）
  - 11月7日 ： 単独ライブ「Apology～謝罪～」（東京・ユーロライブ）
- 2016年（平成28年）6月4日 ： 単独ライブ「自己満足」（東京・ユーロライブ）
- 2017年（平成29年）5月20日 ： 単独ライブ「Audition～審査～」（東京・ユーロライブ）
- 2018年（平成30年）5月18日 - 19日 ： 単独ライブ「屈折」（東京・ユーロライブ）
- 2019年（令和元年）5月19日 ： 単独ライブ「CRIME」（東京・ユーロライブ）

## 出演

### テレビ
- 歌うボキャブラ天国（フジテレビ）
- 爆笑オンエアバトル （NHK総合）- 戦績2勝6敗 最高449KB
  - 第12回チャンピオン大会 視聴者投票1位バトル2位敗退
  - 初オンエアは7年3ヶ月かかって獲得、当時エルシャラカーニの7年を更新した（現在はパパロアの8年が番組記録）。
- オンバト+（NHK総合）- 戦績1勝2敗 最高433KB
- 東京リアクションランド TRL2005 （フジテレビ）
- SRS（フジテレビ）
- 爆笑ピンクカーペット（フジテレビ）- キャッチコピーは「重なり合う笑い」
- 爆笑レッドカーペット（フジテレビ）- キャッチコピーは「重なり合う笑い」
- 進ぬ!電波少年（日本テレビ）
- THE夜もヒッパレ（日本テレビ）
- 虎の門（テレビ朝日）
- 新すぃ日本語（TBSテレビ）
- 超仮説Xリーグ（TBSテレビ）
- 笑いの金メダル（テレビ朝日）
- 決定!これが日本のベスト100（テレビ朝日）
- 細木数子の大晦日スペシャル!!すべて見せます六星占術 （テレビ朝日）
- てんこもり!（テレビ朝日）
- 『ぷっ』すま（テレビ朝日）
- 笑林寺2（TBSテレビ）
- イエヤス（CBCテレビ）
- お笑い登龍門（フジテレビ）
- マニアの叫び（テレビ東京）
- 月曜エンタぁテイメント「心と体の血液型大診断スペシャルⅡ」（テレビ東京）
- TVチャンピオン（テレビ東京）
- LIVE BANG!（テレビ東京）
- 朝はビタミン!（テレビ東京）
- ココリコミリオン家族（テレビ東京）
- アキハバラ@DEEP（TBSテレビ）
- ジャガイモン（テレ朝チャンネル）
- ゼベック・オンライン （TOKYO MX、2005年1月24日）
- お笑いDynamite! （TBSテレビ、2008年12月28日）- キャッチコピーは「気になるとこはどこですか？」
- バナナ炎 （TOKYO MX、2009年6月9日）
- ザ・イロモネア （TBSテレビ、2009年7月9日）-『ゴールドラッシュ』で3回勝ち抜き、イロモネア出場権獲得。
- キャラ☆キング （TBSテレビ、2009年）
- お願い!ランキング（テレビ朝日、2010年）
- アメトーーク!（テレビ朝日）
- PON!（日本テレビ、2011年6月9日）
- フットンダ（中京テレビ、2013年6月25日）- 川元のみ
- IPPONグランプリ（フジテレビ、2014年5月24日）- 川元のみ
- くりぃむナンチャラ（テレビ朝日、2015年2月13日）
- 有吉弘行のドッ喜利王（TBSテレビ、2015年10月21日）- 川元のみ
- 今夜もドル箱V（テレビ東京、2015年12月1日）
- じわじわチャップリン（テレビ東京、2016年4月30日、5月7日・14日・21日）
- さまぁ～ずの芸人100人が答えました! ★業界ビックリ!芸人界丸分かりSP★（2016年7月5日）
- いろもん極（日本テレビ、2017年1月10日）

### ラジオ
- WANTED!火曜日バナナマン ※不定期（TOKYO FM）
- ダブルブッキングのオールナイトニッポンR（ニッポン放送、2005年5月21日・2014年12月27日）

### ネット番組
- ダブルブッキングのチョメらナイト（アメーバビジョン）
- スピードワゴンのナマ出し（GyaO）
- シネドラCheck!（GYAO!）
- ダブルブッキングのぶるぶるサーカス（YouTube）
- メギド72公式番組「アジトTV」(Youtube)

## DVD・ビデオ・書籍
- DVD
  - 「ダブルブッキングびより～虫籠～」
  - 「ホリプロお笑い紅白ネタ合戦」
  - 「ホリプロお笑いコラボネタNO.1決定戦 ストロング混合」
  - 「新すぃ日本語」
  - 「ダブルブッキング単独ライブ 温野菜」
- ビデオ
  - 「ホリプロお笑いLIVE100回記念 爆笑!!オールスターライブ（1） みんな新ネタ」
  - 「ホリプロお笑いLIVE100回記念 爆笑!!オールスターライブ（3） みんな馬車馬」
- 書籍
  - 「自己満足。」（2016年6月10日、ザメディアジョン）